# Ablakátbeszélő

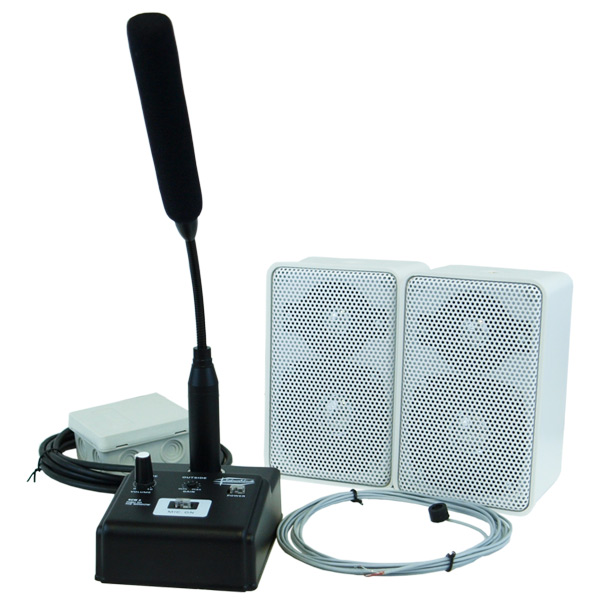
Ablakátbeszélő hangrendszer

Az ablakátbeszélők olyan hangrendszerek, amelyek akkor nyújtanak hasznos segítséget, mikor egy ügyfélszolgálati egység kizárólag ablakon keresztül tudja megoldani a fogyasztókkal, ügyfelekkel történő kommunikációt, tranzakciót. Ilyenek lehetnek különböző pénztárak, mint BKV, MÁV stb. jegypénztárai, vagy kórházakban található betegirányítók hangrendszerei. 
Felépítésük igen egyszerű: a kommunikációs csatorna mindkét végén egy-egy hangfal található, amin keresztül hallható a kommunikációban részt vevő hangja. Az egyik a pénztár vagy információs helyiség belsejében, a másik pedig azon kívül helyezkedik el. A legtöbb esetben egy kültéri mikrofont alkalmaznak a külső hangok fogadására, hisz nagyon magas a kommunikációs csatornába kerülő zaj szintje. Ezt egy, az ablaküvegre szerelhető mikrofonnal szokás megoldani. A belső helyiségben helyet foglaló alkalmazott szintén egy mikrofonnal tudja megértetni magát az érdeklődővel, azzal a plusz funkciókkal kiegészítve, hogy a beérkező külső hangforrás hangerejét, hangszínét képes saját igényeinek megfelelően beállítani. A külső hangerőt pedig szintén a belső helyiségből szokás beállítani a telepítés során.

## Magyarországon kapható ablakátbeszélők
Silverblade SCW2 - ablakátbeszélő 

## Külső hivatkozások
Silverblade SCW2